# کلاب (رضوانشهر)
کلاب بهشت‌آباد، روستایی از توابع بخش پره‌سر شهرستان رضوان‌شهر در استان گیلان ایران است.

## جمعیت
این روستا در دهستان دیناچال قرار دارد و براساس سرشماری مرکز آمار ایران در سال ۱۳۸۵، جمعیت آن ۱۸۳ نفر (۴۴خانوار) بوده‌است.